# Vladislav Emčenko
Vladislav Olegovič Emčenko (in russo Владислав Олегович Емченко?; Krasnodar, 3 ottobre 1999) è un cestista russo.